# Otto Wermuth (Landrat)
Otto Adolf Hans Wermuth (* 10. Januar 1886 in Berlin; † 8. Juli 1919 in Wiesbaden) war ein deutscher Verwaltungsbeamter.

## Leben
Otto Wermuth studierte an der Ruprecht-Karls-Universität Heidelberg Rechtswissenschaft. 1905 wurde er im  Corps Vandalia Heidelberg recipiert. Nach dem Studium trat er in den preußischen Staatsdienst. Das Regierungsassessor-Examen legte er 1913 bei der Regierung in Schleswig ab. Von 1917 bis zu seinem Tod 1919 war er Landrat des Kreises Meisenheim.